# 蘭大衛
蘭大衛（英語：David Landsborough，1870年8月2日—1957年10月14日），暱稱老蘭醫師，是一位出身蘇格蘭的醫師及英國長老會傳教士，亦是彰化基督教醫院創建人之一。長年在彰化地區行醫，使當地產生一句俗諺：「南門媽祖宮，西門蘭醫生」。其子乃蘭大弼醫師。

## 生平概略
1870年8月2日，蘭大衛出生於聯合王國蘇格蘭。
1895年，他畢業於愛丁堡大學醫學院，之後在臺展開長達40年的醫療傳道工作，他經常和梅監霧牧師一起工作。此外，蘭大衛亦致力於培養臺灣本土西醫。
1928年，一名13歲少年周金耀腿部潰瘍，無法長皮，蘭大衛將妻子連瑪玉（Miss Marjorie Learner）四塊腿皮移植予周金耀，後雖因排斥而手術失敗，在施行自體植皮手術及悉心照顧下仍逐漸痊癒。
1936年，蘭大衛退休返回英國。1957年10月，蘭氏因車禍去世。

## 紀念
- 杜聰明曾委請李石樵繪製蘭大衛割下妻子連瑪玉大腿皮膚移植到受助貧童周金耀的故事，並將之掛於高雄醫學大學附設中和紀念醫院走廊，畫作命名為《割膚之愛》；杜聰明曾說：「高醫學生時常在走廊走過來走過去，不知不覺中受感化，將來一定個個學生都做學德兼備好醫生，來為病人服務。」[11]
- 2008年，長榮大學圖書館新館落成，校方將其命名為蘭大衛紀念圖書館，以紀念蘭醫師於在臺灣之奉獻。[12]

## 外部連結
- 台灣基督長老教會蘭大衛紀念教會 （页面存档备份，存于）
- 財團法人切膚之愛社會福利慈善事業基金會-基金會簡介 （页面存档备份，存于）

## 延伸閱讀
- . www.laijohn.com.   [2016-12-01]. （原始内容存档于2021-01-18）.